# Socjologia rozumiejąca
Zasugerowano, aby zintegrować ten artykuł z artykułem socjologia humanistyczna (dyskusja). Nie opisano powodu propozycji integracji.
Socjologia rozumiejąca (socjologia humanistyczna) to orientacja teoretyczno-metodologiczna zapoczątkowana przez Maxa Webera. 
W ujęciu tym podkreśla się, że zasadnicza cecha wyjaśniania zjawisk społecznych (a zwłaszcza działań) jest rozumienie (verstehen). Oznacza ono próbę poznania motywów, celów, dążeń, postaw i wartości, którymi kieruje się działający podmiot (aktor). Tylko w ten sposób badacz może zrozumieć w pełni czyjeś działania. Rozumienie jest jedną z osobliwości nauk społecznych. 
Niekiedy podkreśla się, że typem rozumienia działań społecznych jest empatia. Rozumienie nie jest jednak tożsame z empatią, ani nie jest przez nią warunkowane. 
Z uwagi na specyfikę zjawisk społecznych, która nie występuje w obszarze nauk przyrodniczych, przeciwstawia się niekiedy "wyjaśnianie" i "rozumienie". W gruncie rzeczy jednak rozumienie jest pewnym rodzajem wyjaśniania. 
Orientację tę zalicza się do humanistycznego, a zarazem antynaturalistycznego, nurtu w socjologii (wyjątkiem jest stanowisko teoretyczne Floriana Znanieckiego).